# Ritratto di Giovanni Arnolfini
Il Ritratto di Giovanni Arnolfini è un dipinto olio su tavola (29x20 cm) di Jan van Eyck, databile al 1440 circa e conservato nella Gemäldegalerie di Berlino.

## Descrizione e stile
Giovanni Arnolfini era un ricco mercante di Bruges, di origine lucchese, oggetto di un notissimo ritratto con la moglie, sempre dalla mano di van Eyck oggi alla National Gallery di Londra.
Il personaggio è ritratto di tre quarti, come di consueto nella pittura fiamminga fin dagli anni trenta del XV secolo, su uno sfondo scuro che esalta al massimo l'effigie, posta invece in piena luce. Indossa un cappotto bordato di pelliccia di colore scuro e un elaborato chaperon rosso in testa, copricapo assai alla moda in quegli anni. Tra le mani, quasi appoggiate idealmente sul bordo della cornice, tiene una lettera chiusa. 
Il volto, indagato con la massima cura, è posto in evidenza dalle dimensioni leggermente ingrandite rispetto al corpo, dalla forma del cappello, dalle linee di forza e dalla luce che lo inonda. Le labbra sono sottili, il naso lungo e dritto, con grandi narici, gli occhi piccoli e intenti a scrutare qualcosa a sinistra, gli zigomi alti. 
Il carattere assai penetrante del ritratto dimostra la familiarità del pittore con l'effigiato.